# Reisiswil
Reisiswil is een gemeente en plaats in het Zwitserse kanton Bern, en maakt deel uit van het district Oberaargau.
Reisiswil telt 193 inwoners.